# Morowate
Morowate (Moridae) – rodzina głębinowych ryb dorszokształtnych (Gadiformes).

## Występowanie
Wody morskie całego świata, rzadko wpływają do wód słonawych.

## Cechy charakterystyczne
Jedna lub dwie (rzadko trzy) płetwy grzbietowe, jedna lub dwie odbytowe. U niektórych występuje narząd świetlny.

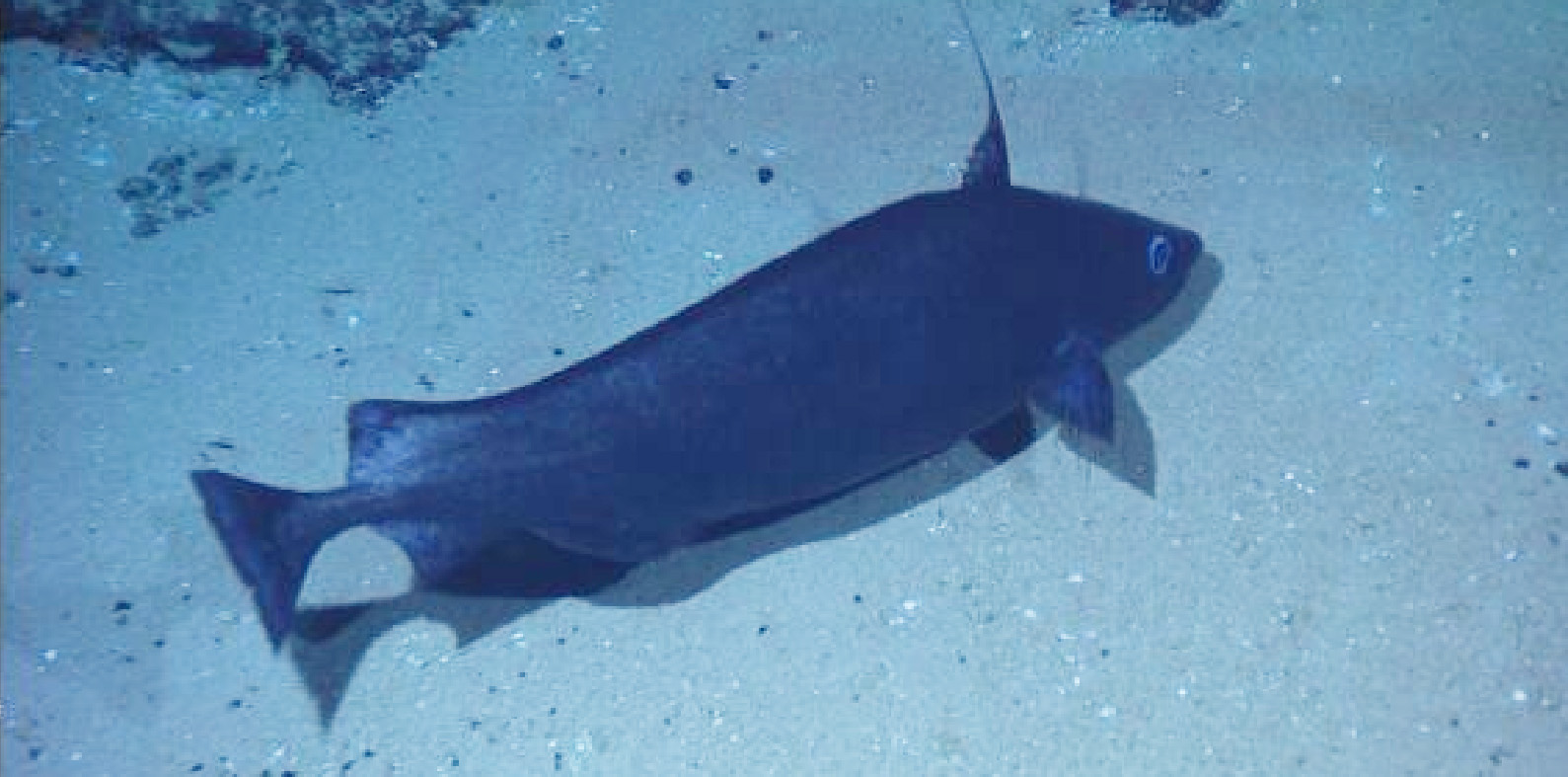
Antimora rostrata

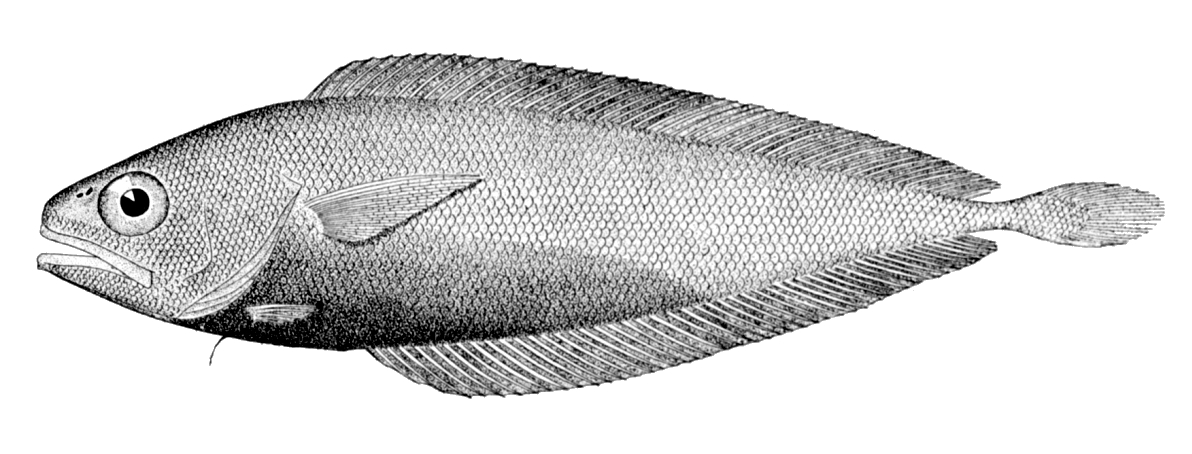
Gadella maraldi

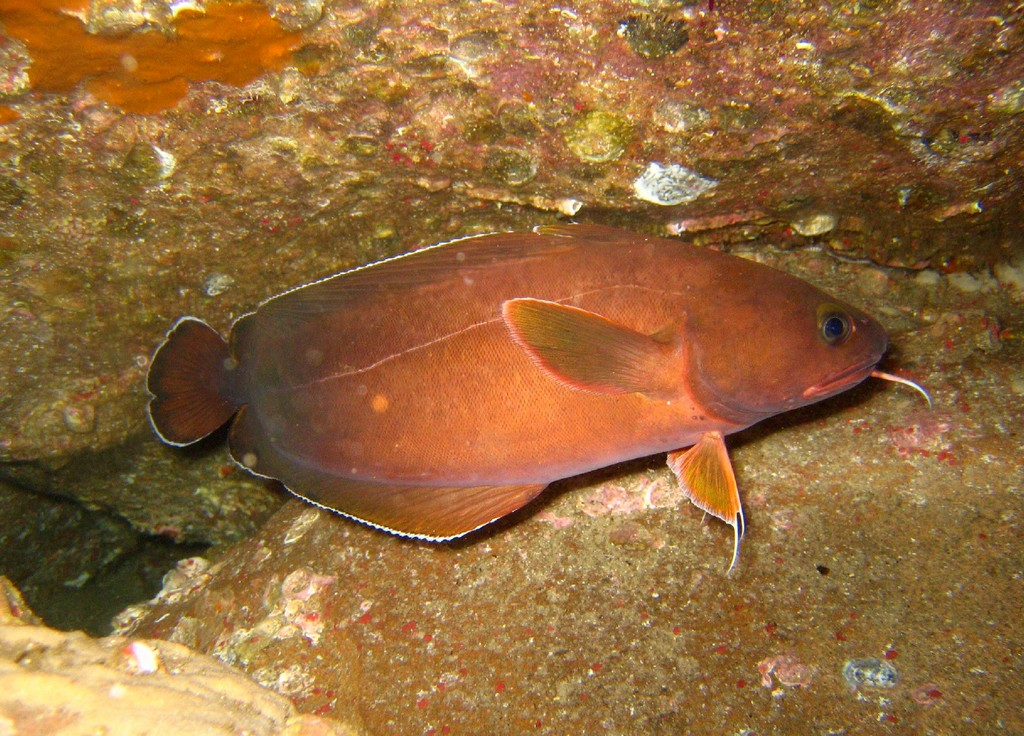
Lotella rhacina

## Klasyfikacja
Rodzaje zaliczane do tej rodziny:
Antimora — Auchenoceros — Eeyorius — Eretmophorus — Gadella — Guttigadus — Halargyreus — Laemonema — Lepidion — Lotella — Mora — Notophycis — Physiculus — Pseudophycis — Rhynchogadus — Salilota — Svetovidovia — Tripterophycis